# Andrea della Robbia

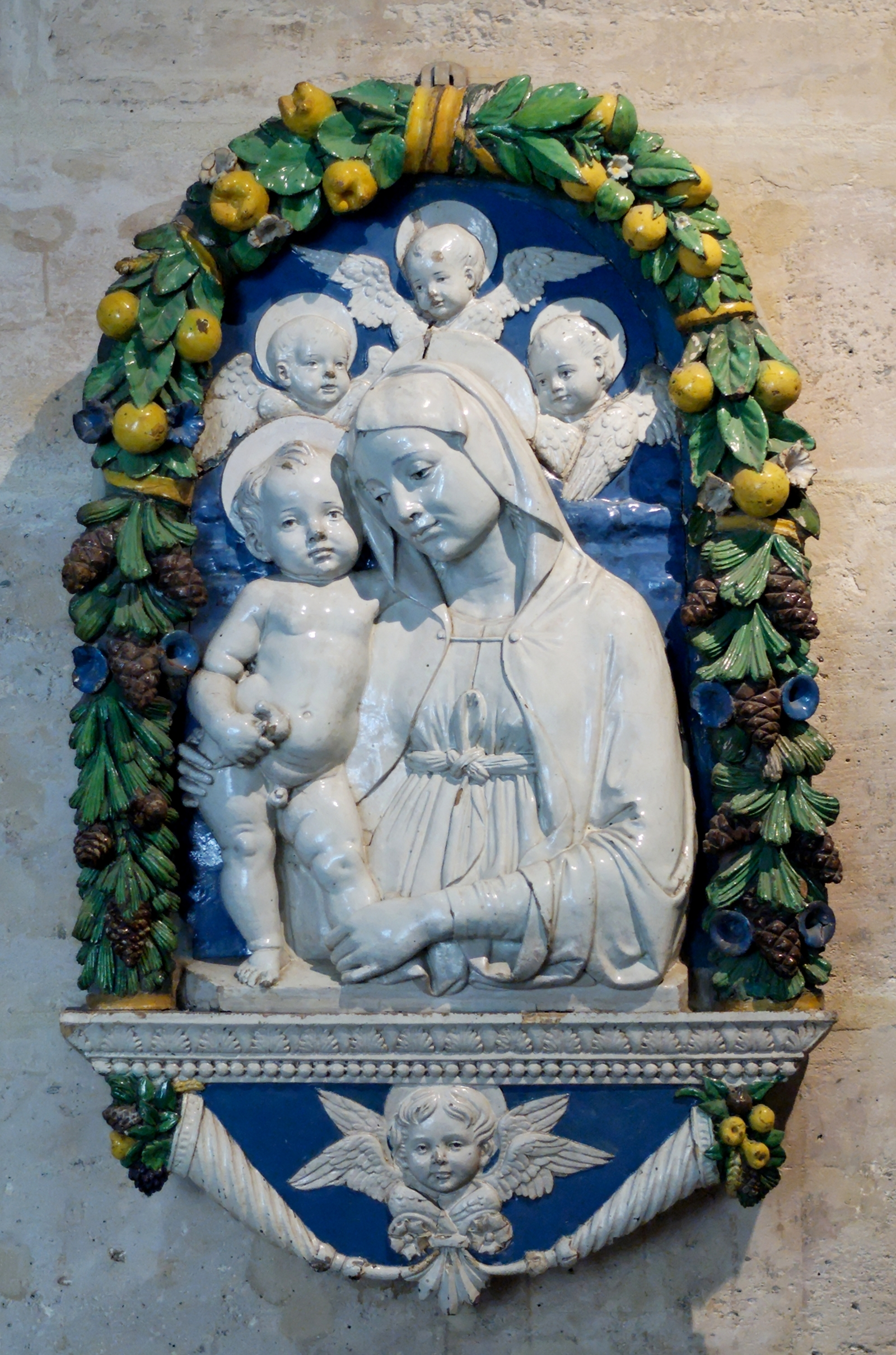
Madonna met Kind en engelen.

Andrea della Robbia (Florence, 24 oktober 1435 – aldaar, 4 augustus 1525), ook wel Andrea di Mariano da Camerino genoemd, was een Italiaans beeldhouwer uit de Italiaanse renaissance die bekend is om zijn beelden en reliëfs van geglazuurd aardewerk.

## Leven en werk
Andrea della Robbia was de zoon van Marco della Robbia. Hij heeft het vak, na de vroege dood van zijn vader, geleerd van zijn oom Luca della Robbia die ook een bekende beeldhouwer was. Andrea della Robbia was een Florentijns kunstenaar en de belangrijkste beeldhouwer van geglazuurd aardewerk in zijn tijd. Hij huwde in 1465 en kreeg zeven zonen. Zijn atelier werd na zijn dood voortgezet door vijf van zijn zonen: Marco, Giovanni, Luca de Jonge (of Luca II), Francesco en Girolamo. Hij was tevens de leraar van Benedetto Buglioni.
Hij heeft onder meer de volgende kunstwerken gemaakt:
- Een Madonna voor het huis van Giovanni di Cosimo de' Medici (1455; eerste opdracht)
- De decoratie van de Pazzi-kapel in de Santa Croce te Florence (samen met zijn oom)
- De Medallions van de kinderen in het Ospedale degli Innocenti (vondelingen-tehuis) te Florence (toegeschreven, maar betaald aan Antonio della Robbia), en de Annunciatie boven de inkomhal
- De Ontmoeting van Sint Franciscus en Sint Dominicus in de loggia van S. Paolo te Florence
- Het grafmonument voor de bisschop van Doornik in Sint-Omaars (Frankrijk)
- De Maagd die het goddelijk kind in de kribbe aanbidt in het Museo Nazionale del Bargello
- De Madonna della Quercia in Viterbo
- Het marmeren hoogaltaar van S. Maria delle Grazie in Arezzo
- De decoraties van het gewelfde plafond en de entree van de kathedraal van Pistoia
- De decoraties van Sante Flora e Lucilla in Santa Fiora
- De Kruisiging en de Maria-Tenhemelopneming in La Verna
- Het geglazuurd terracotta standbeeld van Sint Franciscus, in de Transito-kapel van de Basilica di Santa Maria degli Angeli in Assisi

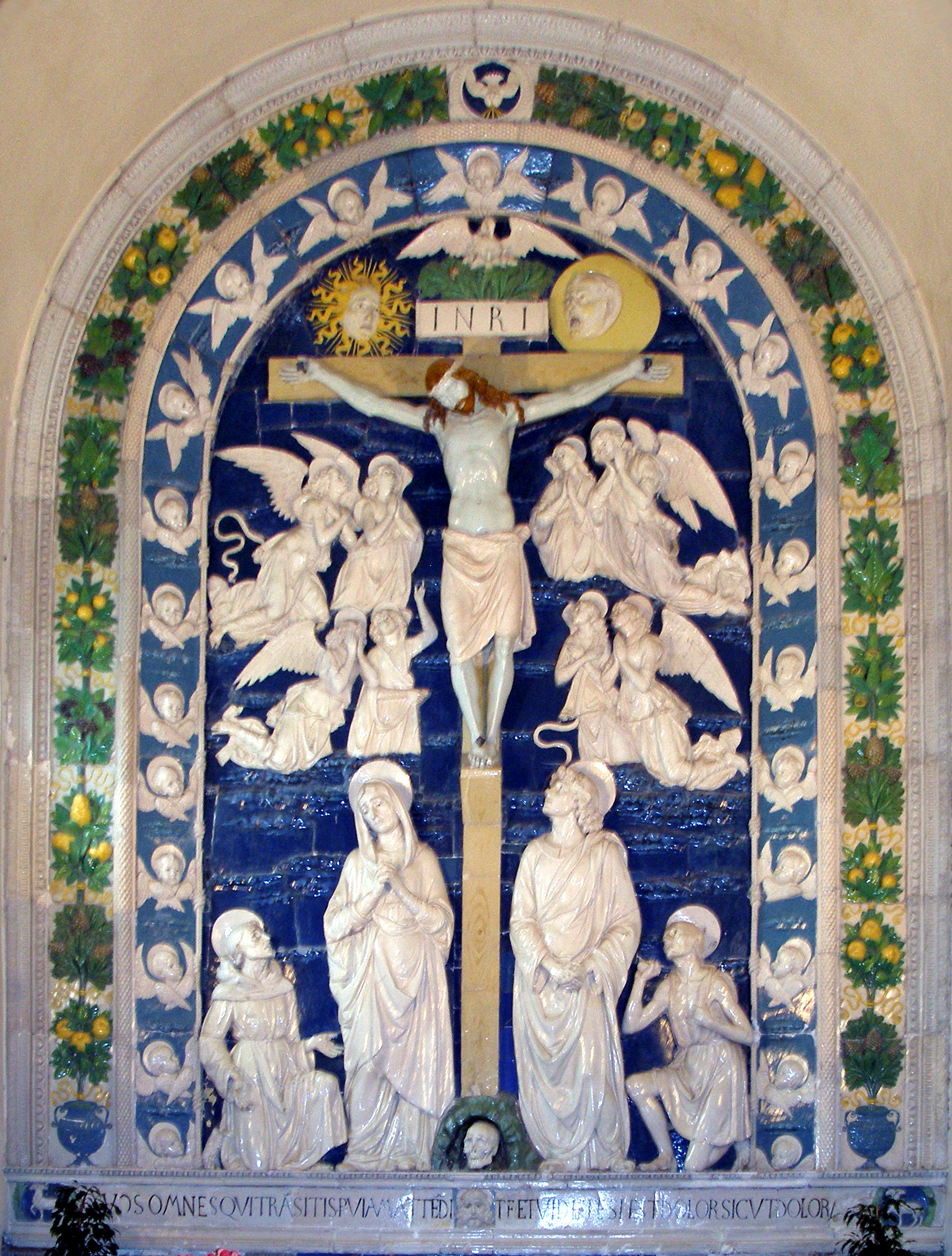
Kruisiging (La Verna)
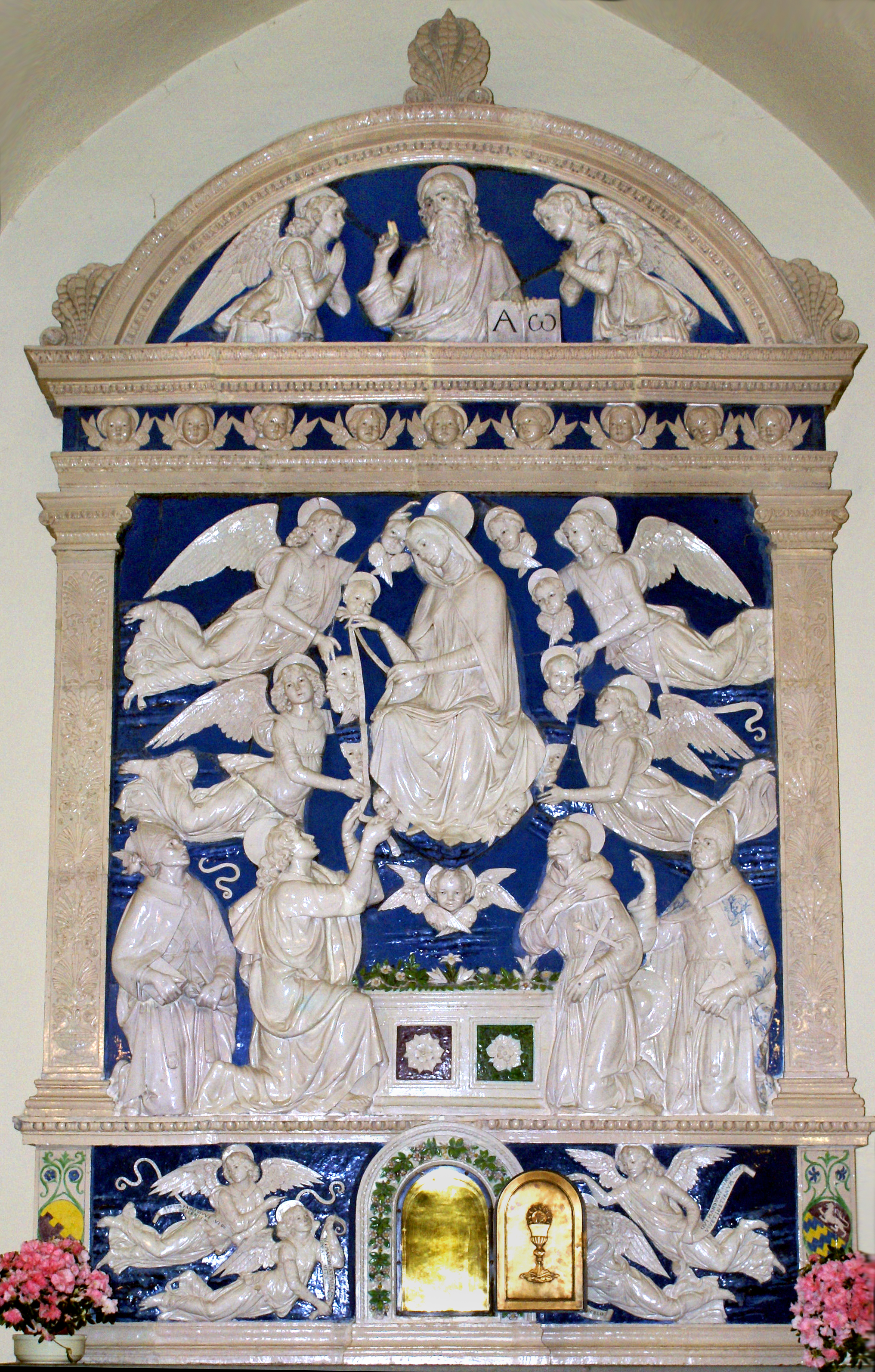
Maria-Tenhemelopneming (La Verna)
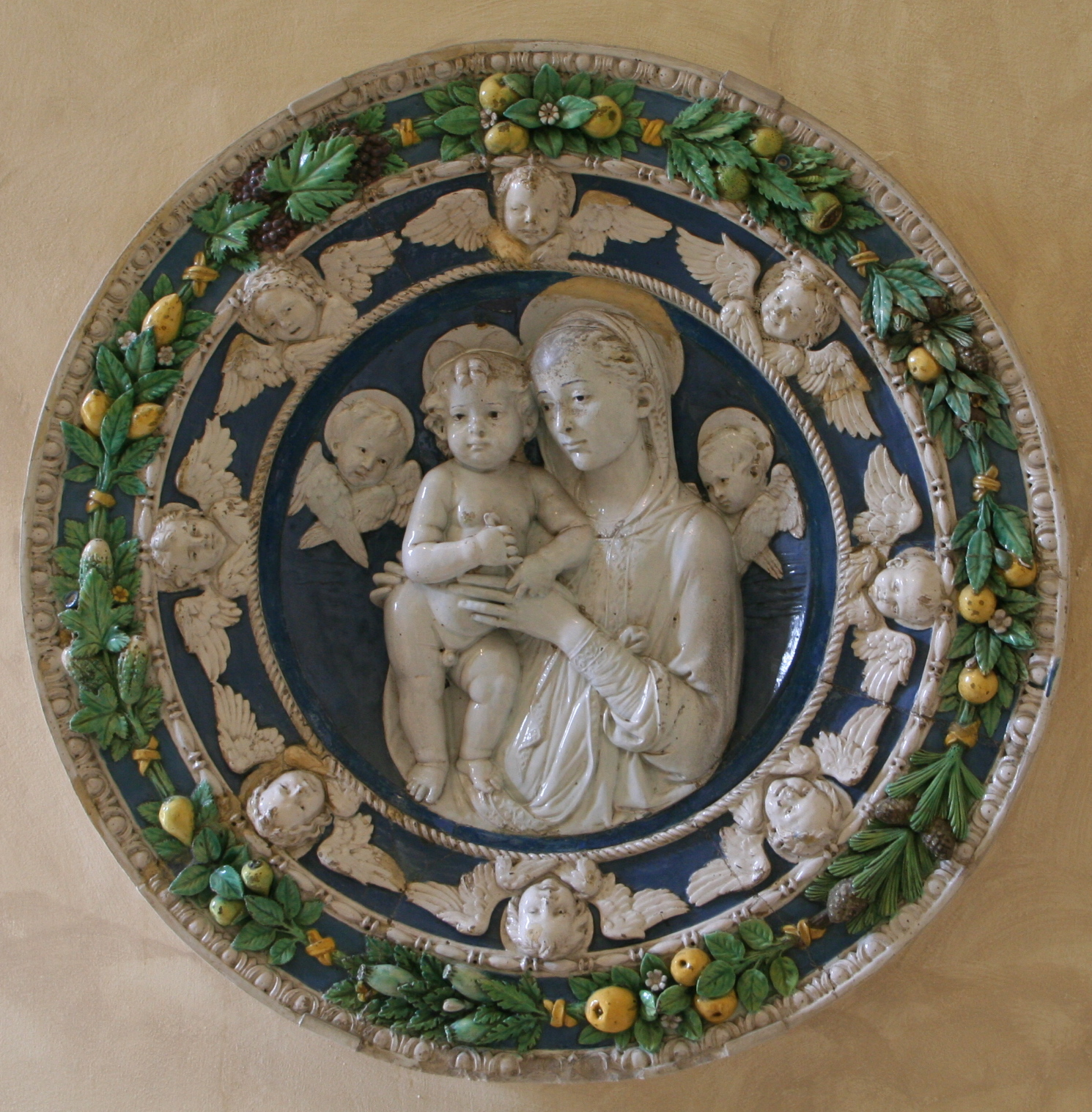
Maria met kind, Nationale Galerie, Praag

- Bibsys: 1051366
- Bibliothèque nationale de France: cb14927786v (data)
- Gemeinsame Normdatei: 118679368
- International Standard Name Identifier: 0000 0000 8085 5017
- KulturNav: bd0eb481-cceb-4566-b103-d7c59e896a15
- Library of Congress Control Number: n84057421
- Nationale Bibliotheek van Tsjechië: xx0202955
- Nationale Bibliotheek van Israël: 987007277826805171
- Nationale Bibliotheek van Polen: a0000001236021
- Nederlandse Thesaurus van Auteursnamen: 073213918
- RKD-Nederlands Instituut voor Kunstgeschiedenis: 67263
- Istituto Centrale per il Catalogo Unico: NAPV064203
- SNAC: w6bv9cb0
- Système universitaire de documentation: 069348596
- Museum of New Zealand Te Papa Tongarewa: 58325
- Union List of Artist Names: 500030958
- Virtual International Authority File: 5725006
- WorldCat: E39PBJyRDVQTWWGhXyTGfXVHmd